# Mauro Morello
Mauro Morello (Padova, 4 agosto 1977) è un ex calciatore italiano, di ruolo portiere.

## Carriera

### Club

Mauro Morello (secondo in alto da sinistra) nella formazione giovanissimi del Padova Campione d'Italia nel 1989-1990.

Cresce nel settore giovanile del Padova debuttando in Serie A nella stagione 1995-1996 (3 presenze, esordio il 28 aprile 1996 in occasione della sconfitta esterna per 4-0 col Piacenza). Rimasto in Serie B l'anno successivo (nessuna presenza in campionato), ha giocato poi in Serie C1 con il Gualdo e in Serie C2 con Biellese e Padova. Nella stagione 2001-2002 è in Serie D con la Luparense.
Dal 2002 la sua carriera si è sviluppata tra i dilettanti in Eccellenza e Promozione con le maglie di Edo Mestre, Lonigo, Favaro e Sarego.
Dall'estate 2011 gioca nell'ArzignanoChiampo, squadra di Arzignano in Provincia di Vicenza che milita in Promozione.

### Nazionale
Dal 1993 al 1996 colleziona 15 presenze su 22 convocazioni con le maglie dell'Italia Under-16, Italia Under-17 e Italia Under-18.